# Vladas Gefenas
Vladas Gefenas (* 31. Oktober 1955 in Vilnius) ist ein litauischer Chemiker und Schachmeister. Er wurde 1987 Europameister im Fernschach.

## Leben
1978 absolvierte er das Diplomstudium der Chemie an der Vilniaus universitetas (VU) und 1987 promovierte am Politechnikos institutas in Kaunas zum Kandidaten der Wissenschaften. 
Von 1978 bis 1982, 1991–1998 war er wissenschaftlicher Mitarbeiter an der Chemiefakultät und von 1982 bis 1991 an der Physikfakultät der VU. Von 1998 bis 2011 lehrte er an der VPU. Von  2005 bis 2010 war er Leiter des Chemielehrstuhls der VPU. Seit 2012 ist er Dozent der Lietuvos edukologijos universitetas.

## Turnierschach
Als Siebenjähriger erlernte Gefenas das Schachspielen. Zunächst begann er mit dem Spiel am Brett. 1981 erhielt er den Meistertitel. Gute Plätze belegte er bei den Baltischen Meisterschaften in Daugavpils 1979, im Cedok-Open Prag 1985 sowie bei der 55. Meisterschaft von Litauen 1989. Seine Elo-Zahl liegt bei 2233 (Stand: August 2014), seine höchste Elo-Zahl von 2310 erreichte er im Juli 1986.

## Fernschach
Ab 1973 spielt Gefenas auch Fernschach. Er beteiligte sich an der sowjetischen Meisterschaft und in der Folge an mehreren sowjetischen Turnieren. Er qualifizierte sich für die 1. Europa-Juniorenmeisterschaft, die er 1981 gewann (+8 =2 −0). 1984 folgte Platz 1 im 4. Ostsee-Mannschaftsturnier 1980/85. Schließlich siegte er 1987 in der 25. Europameisterschaft mit 11,5 aus 14.
1987 erreichte er im 3/4-Finale der 14. Fernschach-Weltmeisterschaft Platz 2, bei der 15. WM war er für die Endrunde 1996/2002 qualifiziert, wo er aber einen der hinteren Plätze belegte.
1985 verlieh ihm der Weltfernschachverband ICCF den Titel Internationaler Meister des Fernschachs, 2001 wurde er Verdienter Internationaler Fernschachmeister (SIM).

## Privates
Gefenas arbeitet als promovierter Chemiker.